# 俵屋宗達
俵屋宗達（Tawaraya Sōtatsu，?—?），從安土桃山時代到江戶時代初期（1596年至1643年間）的17世纪前后，活躍於京都的町繪師（艺术家及画家）。約於寛永十一年（1634年）棄筆隠居。本姓 野野村氏，諱 宗達，字 伊年，雅號。「俵屋」為宗達管理的一間小規模裝飾繪師工房（當時被稱之為「絵屋」）之商號。他深受日本京都附近宫廷文化影响，作品富于多变，具有较强的艺术性。俵屋宗達與尾形光琳是江戶時期最有名裝飾藝術大師，前者成为宗达光琳派的始創人，後者則是「琳派」的代表人物。

## 人物
活躍於江戶時代初期，即慶長﹑元和﹑寛永（1602至1635年）的裝飾藝術家。
其筆下之作均蓋有「伊年」﹑或的朱文円印。
京都富商兼古典學者及書法家—角倉素庵留意到宗達的藝術天賦，二人合作創造了《金銀泥蓮下繪和歌卷》﹑《金銀泥鶴下繪三十六歌仙和歌卷》等作品，開拓出一個嶄新的「歌和絵和書」美學世界。而宗達當時所使用的學者名為「野野村知求」。期後，素庵企畫出版自己國家的古典文學書，親自嚴格進行文本校訂，並設計了新的活字書体，繼而由本阿彌光悅和野野村知求（宗達）共同製作。在角倉素庵居住地洛西嵯峨所發刊行的古活字版《嵯峨本》，使用了宗達「俵屋」所製作的裝飾料紙。在寛永六年（1629年）冬天，平安王朝·漢文撰集《本朝文粹》(十四卷、古活字版) 正式出版。朝廷為此功績作出褒賞，在翌年（寛永七年）春季，宗達授封為「法橋」。此後的作品下款署名「法橋宗達」，及印有的朱文円印。
宗達去世後，工房便由俵屋宗雪接管，並一直沿用著宗達在生時所使用的工房印「伊年」，因此二人的作品不時會被混淆。
從其繼承人俵屋宗雪在寛永19年（1642年）被任命為「法橋」一事中，外界猜測宗達大有可能在這一段時間左右逝世。時至大正2年（1913年）春天，在石川縣金澤市的宝円寺發現宗達的墓後，自此便流傳著宗達是卒於寛永20年8月12日（1643年9月24日）的說法，另外亦有說法是宗達安葬於京都的頂妙寺，由於宗達本人之墓存在極大爭議性，所以在近年的文獻中往往並沒有相關的描述或記載。

## 作品
著名作品《風神雷神圖》屏風，繪製於寬永年間。為日本國寶級文物，過去由建仁寺保存，目前擺放在京都國立博物館。
《金銀泥鶴下繪三十六歌仙和歌卷 （页面存档备份，存于）》為本阿彌光悅書寫、俵屋宗達繪圖的作品。已被列為日本重要文化財產，目前擺放在京都國立博物館。

## 扩展阅读
- Gowing, L (ed.) 1995, A Biographical Dictionary of Artists, Rev. edn, Andromeda Oxford Limited, Oxfordshire.
- Murashige, Yasushi. Sōtatsu. Sansaisha, Tokyo, 1970.

## 關連項目
- 琳派
- 雷神
- 尾形光琳